# Museo casa De Gasperi
Il Museo Casa De Gasperi, situato a Pieve Tesino in provincia di Trento, è dedicato alla vita di Alcide De Gasperi, noto statista italiano e annoverato tra i fondatori d'Europa insieme a Robert Schuman, Jean Monnet e Konrad Adenauer.
 Il museo, allestito nella casa natale dove De Gasperi visse per pochi anni, è stato inaugurato il 18 agosto 2006 alla presenza di Giulio Andreotti e Carlo Azeglio Ciampi. Dal 2007 è gestito, insieme al Giardino d'Europa Alcide De Gasperi e al Museo Per Via, dalla Fondazione Trentina Alcide De Gasperi, che si occupa del mantenimento e delle visite guidate all'interno di questi luoghi.
 Questa struttura custodisce gli oggetti, i filmati, le immagini, ma in particolare le idee che hanno costituito le fondamenta per creare l'odierna Unione europea. Il museo ripercorre le varie fasi della vita di questo personaggio e il suo rapporto con l'Italia e il Trentino-Alto Adige sullo sfondo della politica europea e mondiale.
 Il museo fa parte della Rete Trentino Grande Guerra.

## Contenuti del museo
La sera, di fronte alla Casa Museo De Gasperi, si presentano delle luci alle finestre dell'edificio dalle quali in controluce si riconoscono le immagini di Alcide De Gasperi e dei suoi familiari. Si intende così ricordare che, virtualmente, Alcide De Gasperi è presente anche nella storia odierna e questo è evidenziato dalla struttura del museo. 

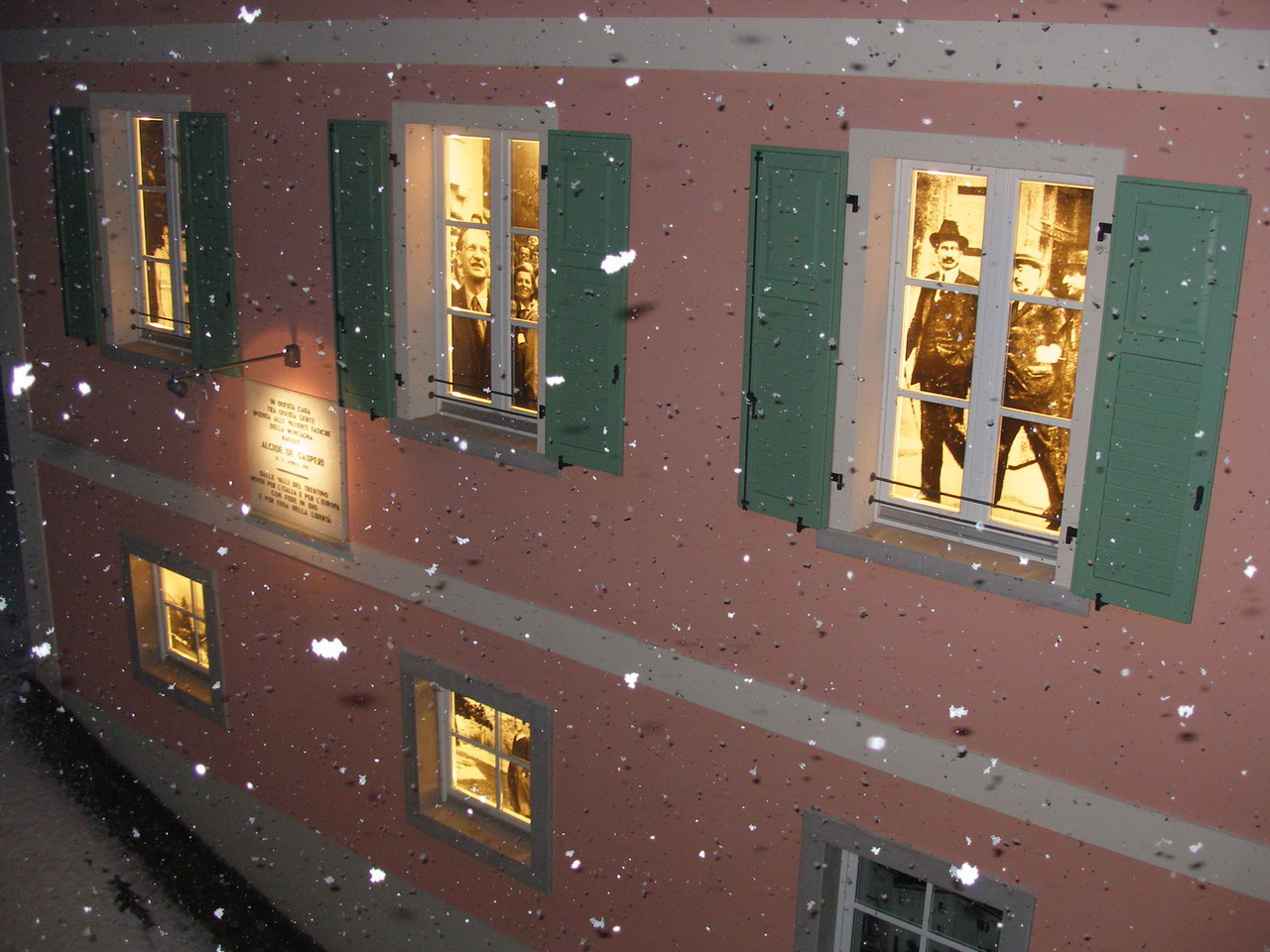
Finestre illuminate del museo durante una nevicata

 Questa comprende quattro piani, ciascuno dedicato ad una fase della vita di De Gasperi, divisa da due cesure, rappresentate dalle guerre mondiali e dal dopoguerra.
 La "prima vita" è costituita dagli anni di formazione dello statista, fino agli studi universitari a Vienna, alla partecipazione alla vita politica con la rivendicazione di un'autonomia per il Tirolo italiano, l'attività pubblicistica e l'elezione al Reichsrat di Vienna come deputato del Trentino, fino alla fine della prima guerra mondiale, durante la quale vive la condizione di incertezza e la prospettiva di cambiamento che dovranno affrontare tutti i trentini.
 La seconda parte comprende la sua elezione al Parlamento italiano tra le file del Partito Popolare di Don Luigi Sturzo e la successiva opposizione al fascismo durante il ventennio, con l'Aventino, poi il carcere tra il 1927 e il 1928 a Regina Coeli e successivamente l'incarico di impiegato soprannumerario della biblioteca Vaticana, fino all'8 settembre 1943.
 Dopo l'armistizio De Gasperi riprende l'attività politica, volta a portare l'Italia fuori dalla guerra e dalla dittatura, fino all'aprile del 1945. Assume poi il ruolo di ministro degli esteri del Governo Parri, fino all'autunno del 1945.
 La parte conclusiva della sua vita è quella trascorsa come Presidente del Consiglio dal settembre del 1945 al luglio del 1946, con il compito di gestire, tra grandi difficoltà, il secondo dopoguerra, segnato dalla conferenza di pace di Parigi e dal referendum istituzionale del 1946 che ha trasformato l'Italia in una repubblica.
 Ma la vita di De Gasperi a questo punto è fatta soprattutto di progetti per il futuro e a questo è dedicato il quarto piano della Casa Museo: progetti e prospettive per l'Unità dell'Europa, tra passi avanti e fallimenti, dalla Comunità Europea del Carbone e dell'Acciaio (CECA) alla Comunità Europea di Difesa (CED).

### Piano terra - dal Trentino all'Europa

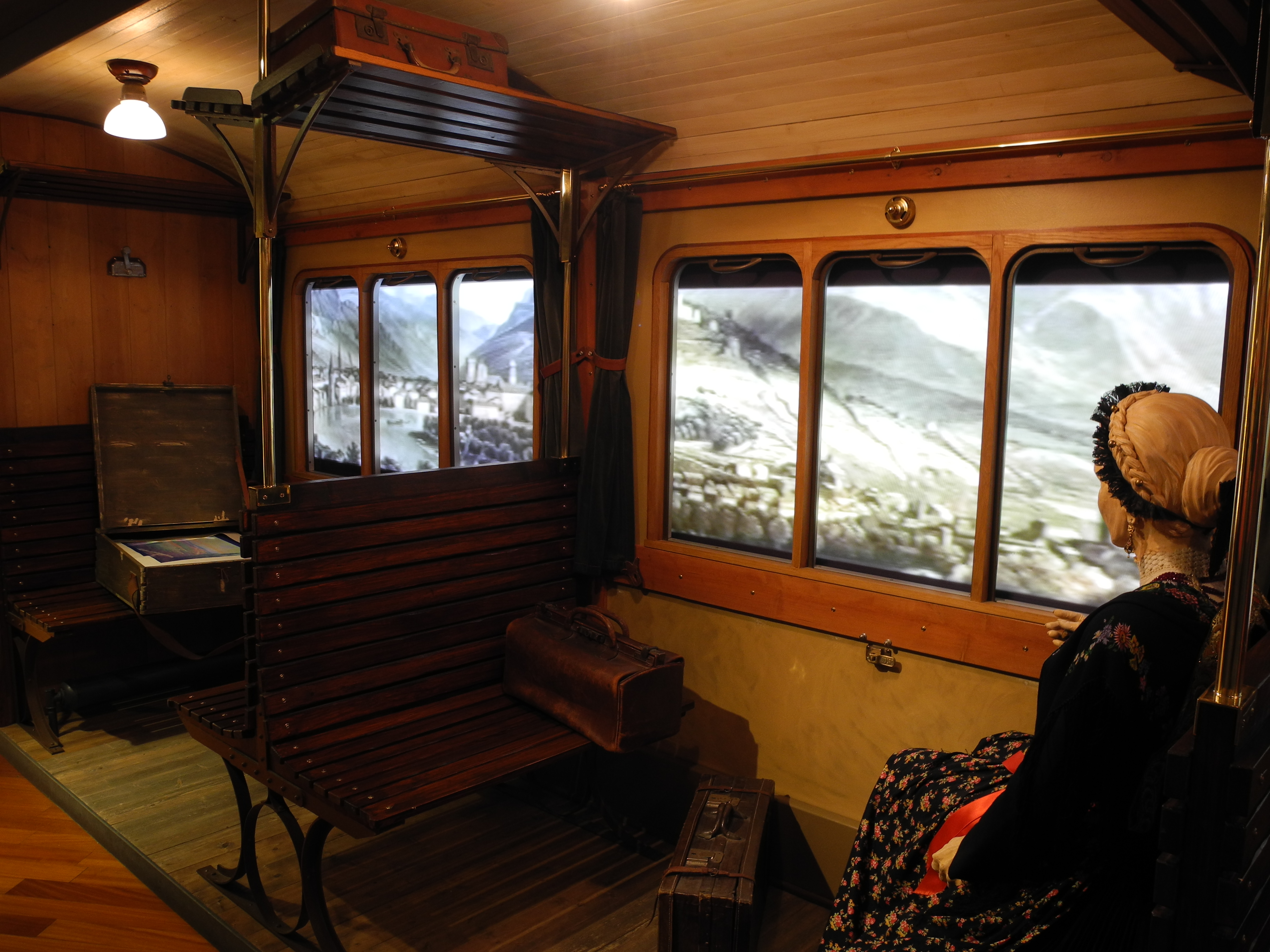
Treno del Museo Casa De Gasperi

Il percorso espositivo inizia con il vagone di un treno: questo oggetto rappresenta non soltanto il De Gasperi viaggiatore che sin da piccolo, a causa del lavoro del padre, capoposto della gendarmeria, ha dovuto intraprendere numerosi viaggi, ma anche la storia delle genti del Tesino, una popolazione dedita principalmente alla pastorizia transumante e al commercio ambulante di pietre focaie, stampe e fotografie, attività per la quale divennero famosi nel nord Italia, in tutta Europa e fino in America.
Il treno simboleggia inoltre il percorso politico del Padre fondatore d'Europa che ha attraversato tre diverse realtà istituzionali: Impero asburgico, monarchia e repubblica. Il suo itinerario lo ha portato in città come Vienna, prima come studente e poi come deputato, Roma, come rappresentante della politica italiana, e in numerose capitali europee per coinvolgere nel suo progetto i relativi capi di stato.
 Nonostante De Gasperi abbia viaggiato per tutto l'arco della sua vita, non recise mai i legami con il Trentino, dove trascorrerà gli ultimi anni prima della morte.

### Primo piano - da Pieve Tesino a Vienna

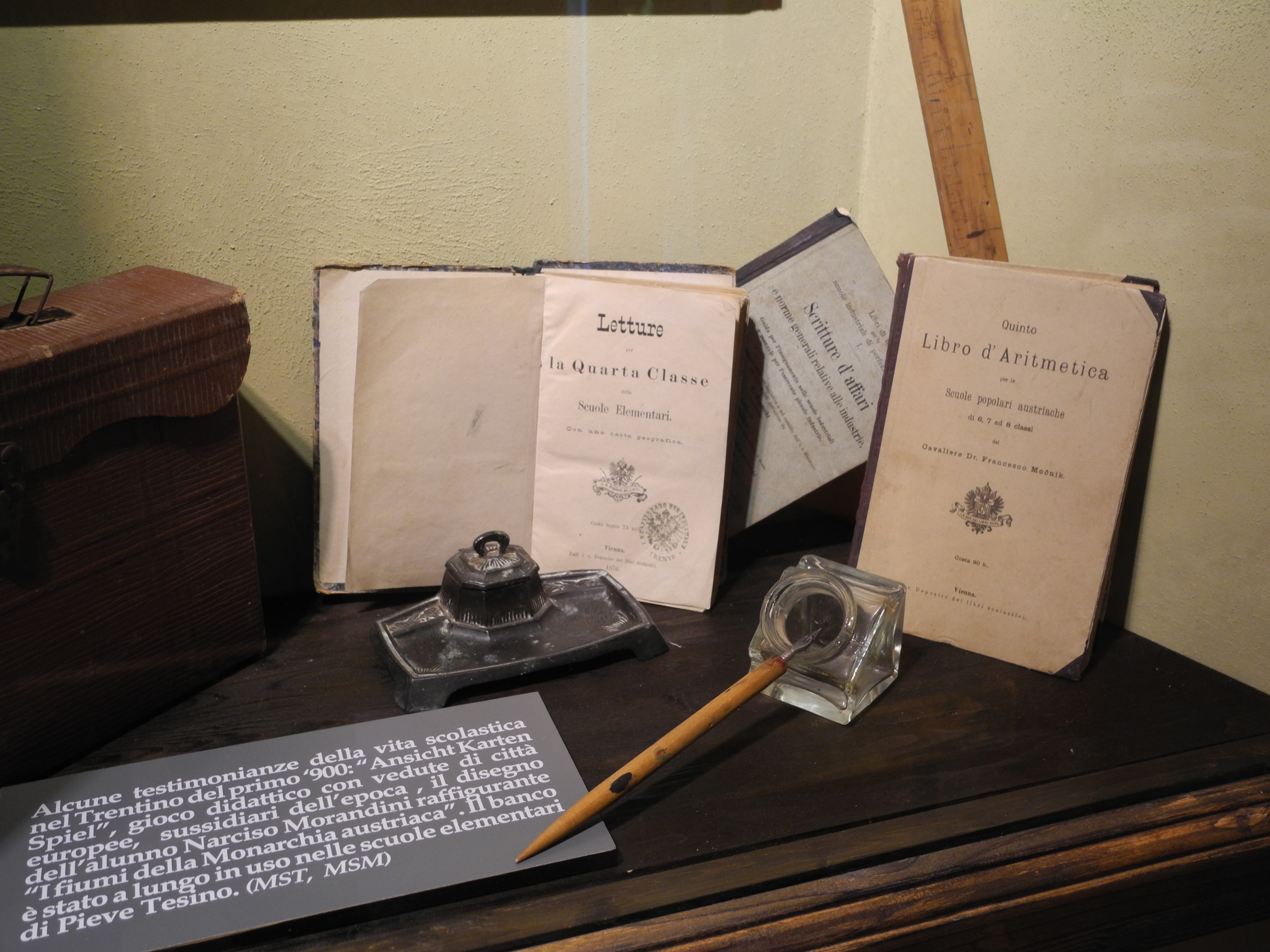
Libri di scuola di Alcide De Gasperi

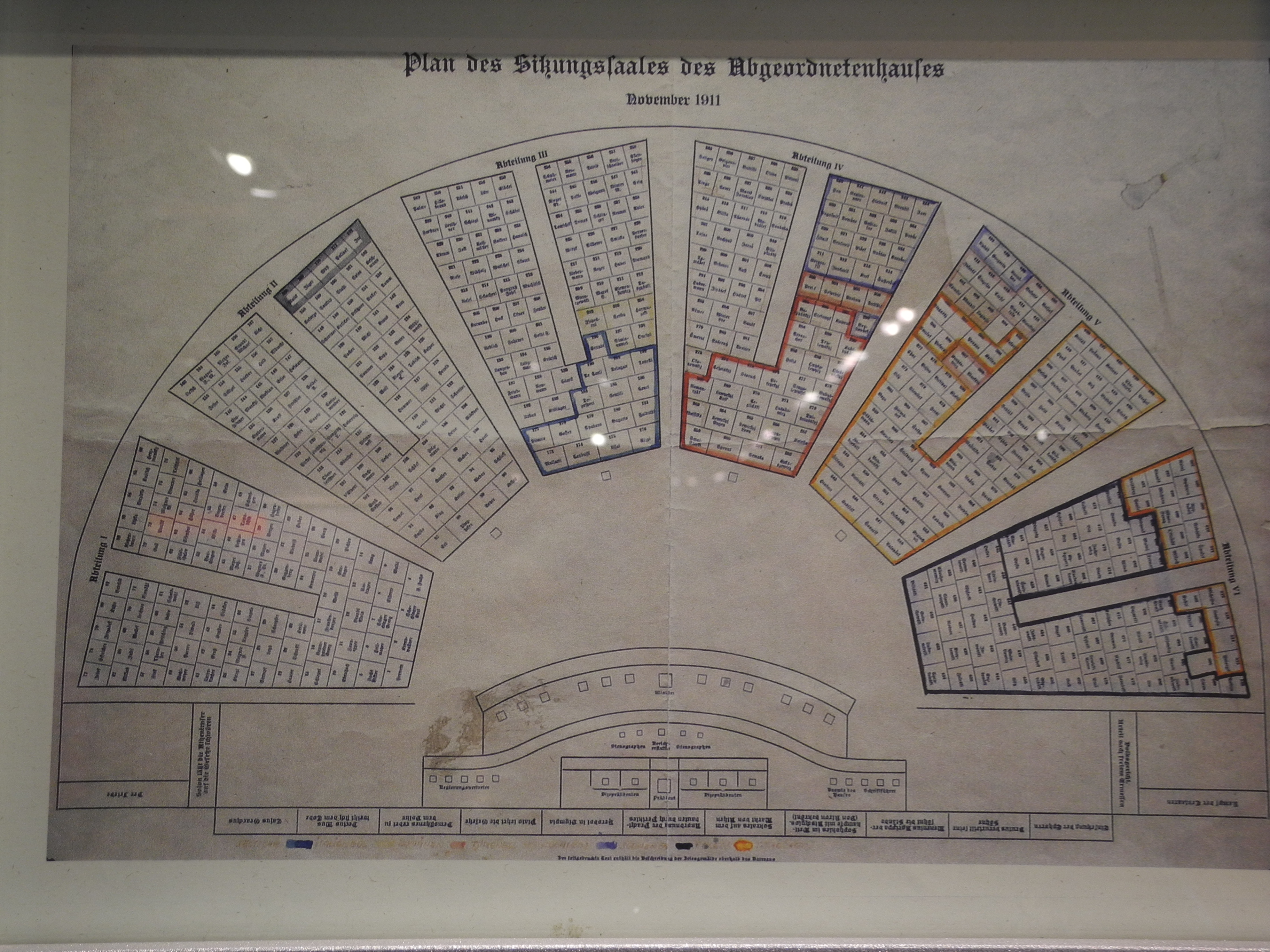
Piantina del parlamento di Vienna durante il periodo da deputato di Alcide De Gasperi

Al primo piano troviamo gli oggetti che evocano la giovinezza e la formazione di Alcide De Gasperi.
 De Gasperi nacque e si formò in quello che era il Tirolo italiano, ovvero l'attuale Trentino, che all'epoca era parte dell'Impero austro-ungarico. Si iscrisse all'Imperial Regio Ginnasio superiore di Trento nell'anno scolastico 1896/1897. Fin da giovane partecipò ad attività politiche, nel periodo degli studi all'Università di Vienna, dove conseguì la laurea in filologia moderna, e ad Innsbruck, dove assieme a Cesare Battisti fu leader del movimento studentesco del Tirolo italiano. 
Dopo la laurea entrò a far parte della redazione del giornale Il Trentino di cui divenne in breve tempo direttore e scrisse una serie di articoli volti a difendere l'autonomia del Trentino contro la politica del Tirolo tedesco. Tuttavia non mise mai in discussione l'appartenenza di tutto il Tirolo all'Impero austro-ungarico.
Venne eletto tra le file dei Popolari in occasione delle elezioni parlamentari austriache del 13 e del 20 giugno 1911 nel collegio elettorale di Fiemme-Fassa-Primiero-Civezzano. Partecipò alla Dieta Tirolese di Innsbruck in data 27 aprile 1914. Anche il suo impegno di parlamentare fu legato alla difesa dell'autonomia delle popolazioni trentine.

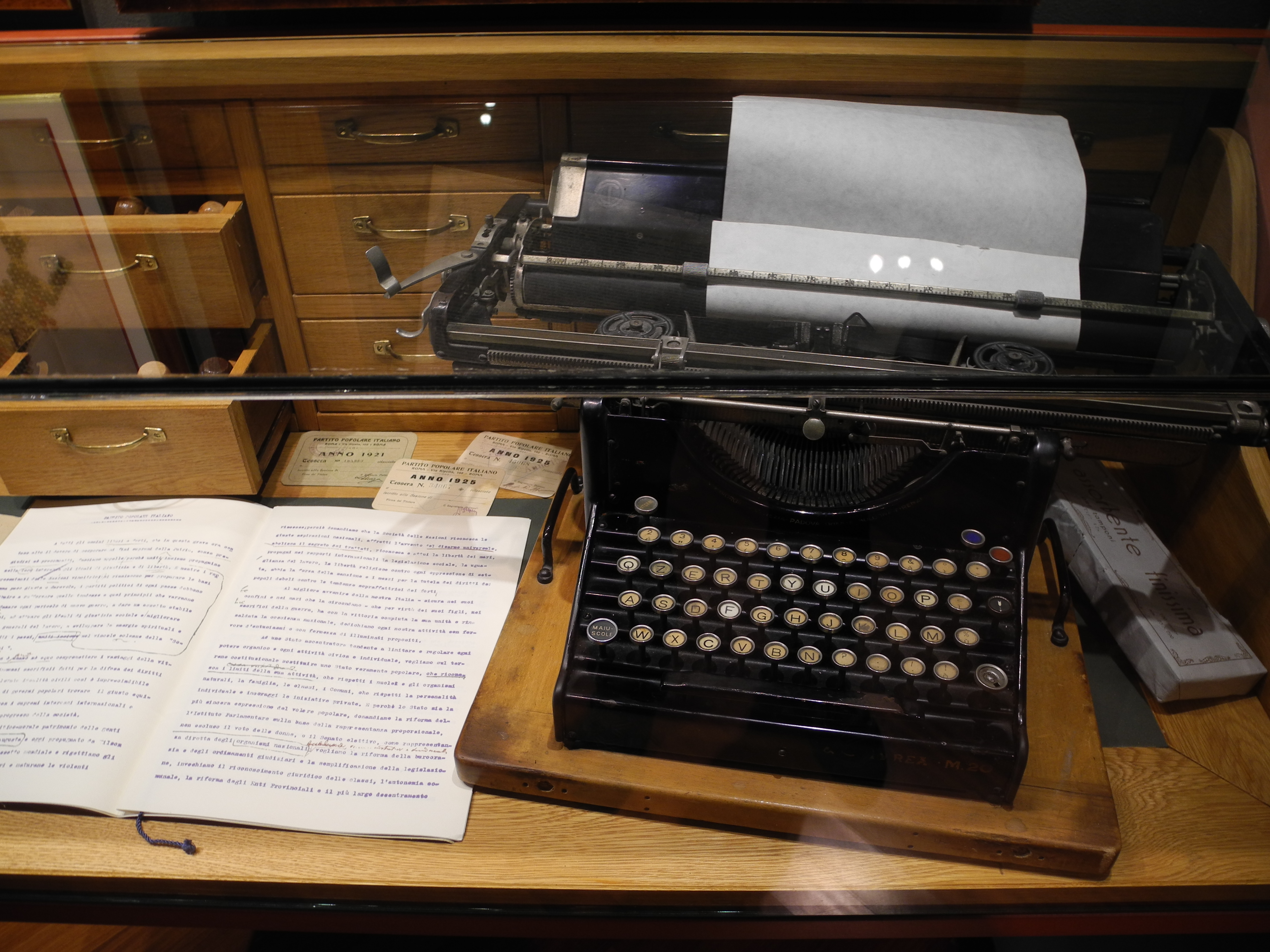
Macchina da scrivere Alcide De Gasperi

### Secondo piano - dalla Grande Guerra all'avvento del fascismo

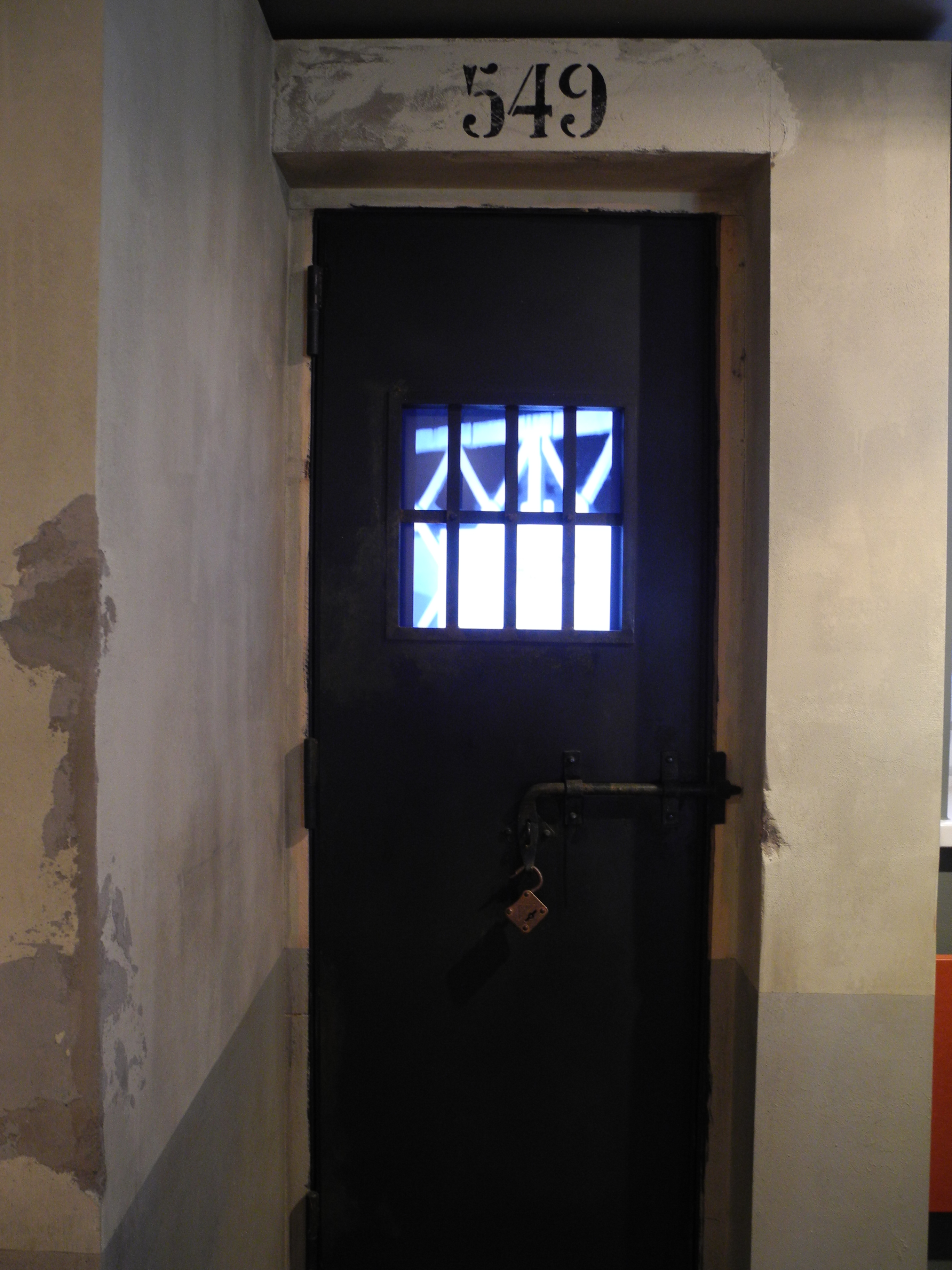
Porta della cella

Al secondo piano della Casa Museo è presente un oggetto di rilevanza simbolica: una macchina da scrivere accompagnata da un foglio bianco che richiama l'impossibilità, al tempo del fascismo, di esprimere i propri pensieri in libertà. Alcide De Gasperi era infatti un giornalista, capace di informare i lettori della difficile situazione politica e sociale in Italia. Inizia la sua carriera scrivendo articoli per La Voce Cattolica (1905-1906) e per Il Trentino (1906-1915)  e nel dopoguerra dirige "Il Nuovo Trentino" (1918-1926).
Inizia così, a partire dalla marcia su Roma nell'ottobre del 1922, il difficile periodo fascista che vede De Gasperi schierarsi con gli aventiniani e successivamente tra il 1927 e il 1928 imprigionato a Regina Coeli.

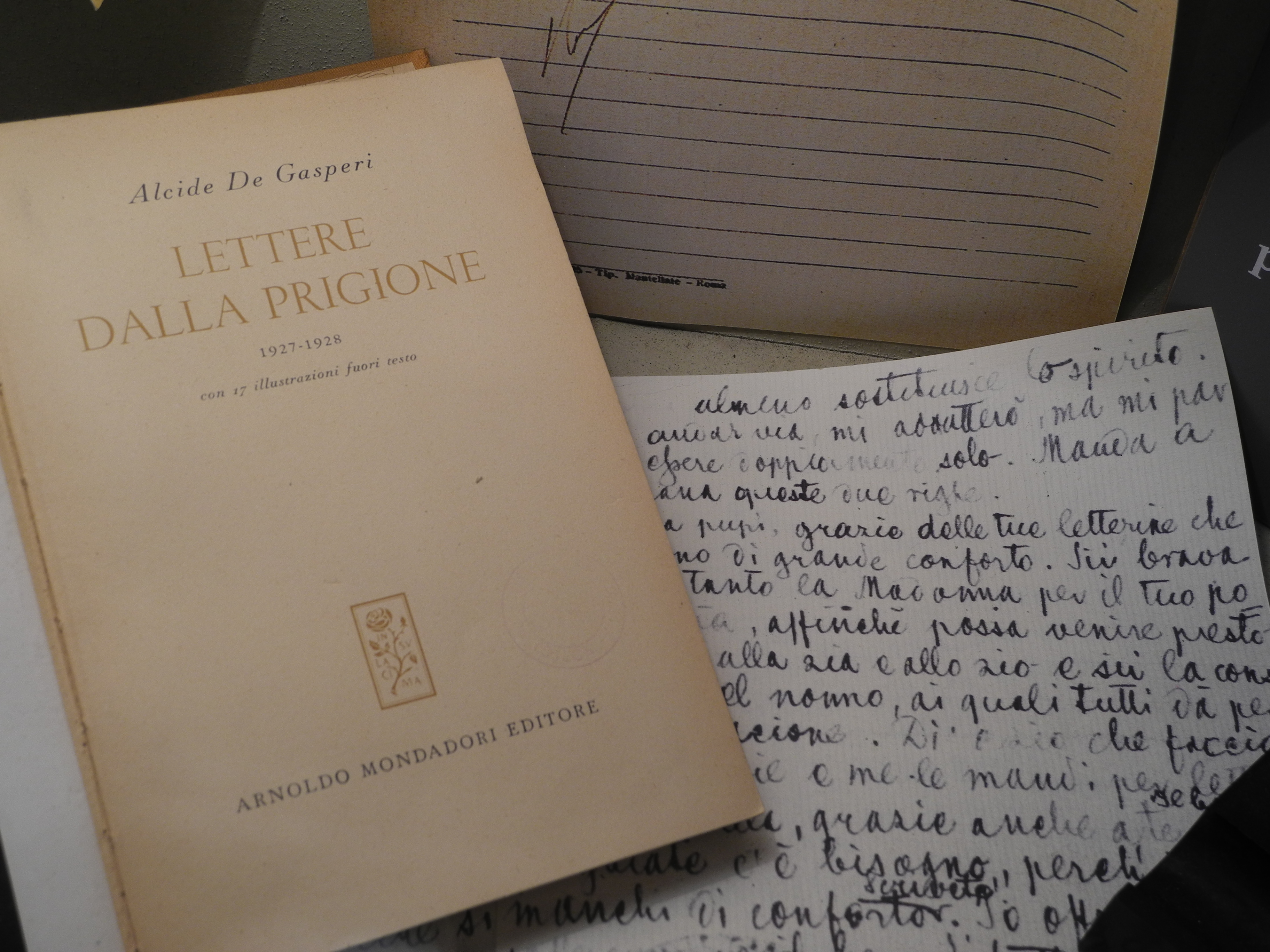
Lettere dal carcere

Su questo piano è presente la porta della cella di un carcere che simboleggia l'arco di tempo trascorso da De Gasperi in prigionia. Ad essa è affiancata un'immagine raffigurante De Gasperi accanto alla figlia, un uomo provato dalla reclusione e nonostante ciò, con il pensiero sempre rivolto ai propri familiari. 
L'11 marzo 1927, sotto il regime fascista, era stato infatti fermato con la moglie a Firenze dalla polizia, arrestato con il pretesto di tentato espatrio clandestino e condannato a 4 anni di carcerazione, decadendo così dalla carica di deputato.
Ma la sua attività di scrittore non si fermò e nell'agosto 1929, un anno dopo la prigionia, fu assunto come impiegato "avventizio" soprannumerario nella Biblioteca Vaticana.

### Terzo piano - Biblioteca
Il terzo piano è dedicato a ricerche e studi. Vi è una biblioteca composta da numerosi volumi provenienti da donazioni alla casa museo e un piccolo spazio per ricerche didattiche svolte da piccoli gruppi con la possibilità di usufruire di un laboratorio dotato di numerose risorse informatiche per la consultazione di materiali utili ad attività di ricerca o d'informazione. La casa museo infatti offre laboratori didattici e formativi per i vari gradi d'istruzione, corsi di aggiornamento per insegnanti e percorsi speciali: Cantiere Europa e WikiEHL.

### Quarto piano - Nascita dell'idea di Europa
All'ultimo piano del museo si trova la ricostruzione della stanza natale di De Gasperi, dove il pavimento e l'infisso di una finestra cieca sono quelli originali. La stanza, nella quale è presente solo una culla, è animata dalle proiezioni di una donna che culla un bambino e di filmati su De Gasperi e brani tratti da lettere di che egli inviava alla moglie. La culla non simboleggia solamente l'infanzia di De Gasperi, ma anche la nascita dell'idea di un'Europa, unita non solo formalmente dai trattati, ma anche dalla cultura e dalla partecipazione dei cittadini oltre che da istituzioni nuove per una gestione efficiente e funzionale degli "Stati Uniti d'Europa". In tale prospettiva De Gasperi immaginava anche una Comunità Europea di Difesa (CED), cioè un unico esercito potente che avrebbe scongiurato, per il futuro, la guerra in Europa. 

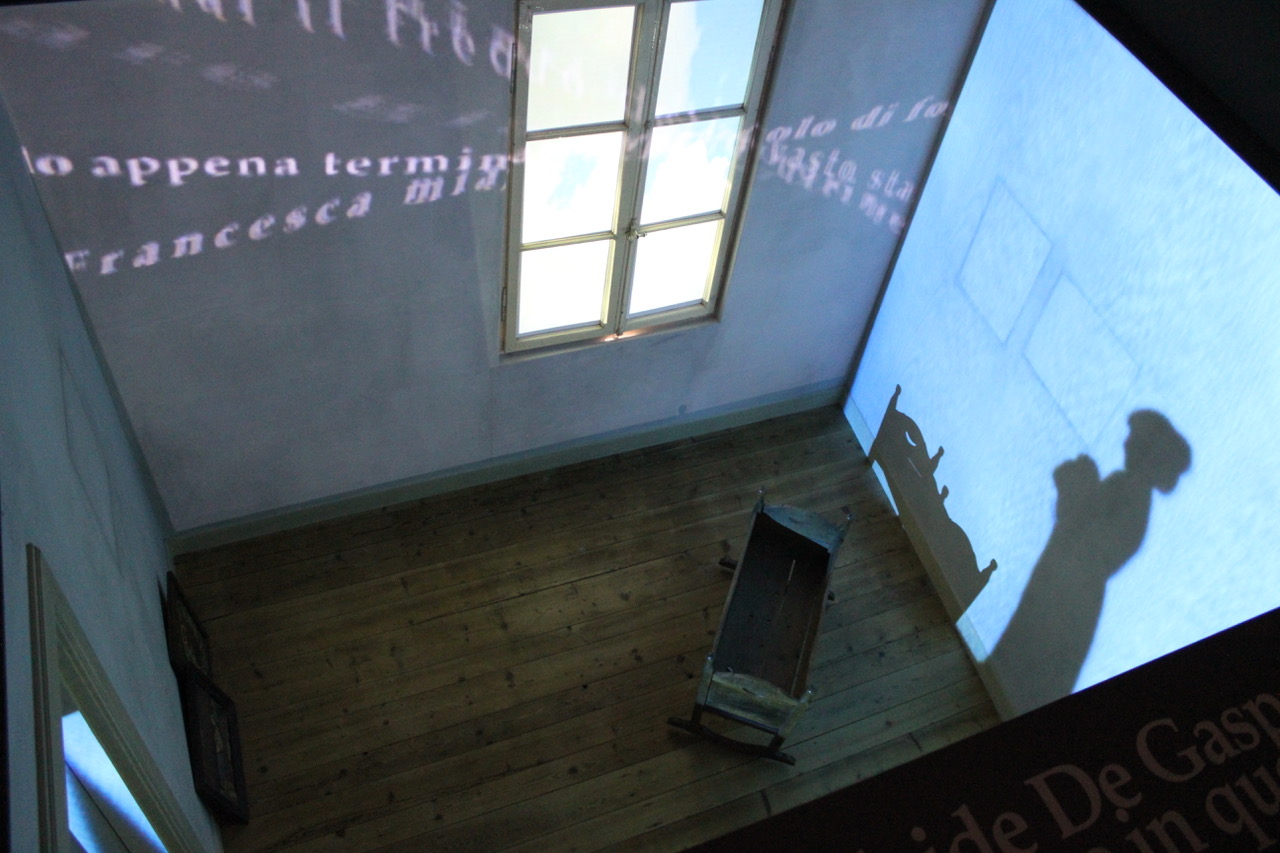
Culla

Il trattato per l'istituzione della CED viene sottoscritto nel maggio del 1952 e De Gasperi si illude che l'obbiettivo sia stato raggiunto. Infatti scrive: "Finalmente all'alba il bambino è nato. Esso è vitale e di costituzione robusta. È l'unità europea - la vedremo crescere, svilupparsi. Noi anziani, purtroppo, non vedremo forse la piena maturità. Ma i giovani sì. I nostri figli ci benediranno per gli sforzi compiuti" (25 luglio 1952). Fino in punto di morte De Gasperi fu contrariato per non aver raggiunto questo risultato politico che rimane tra i progetti da realizzare. 
Spaak, Adenauer, Schuman e De Gasperi sentivano la necessità di cambiare il corso della storia: soltanto due anni dopo l’istituzione della Comunità Europea del Carbone e dell’Acciaio (CECA), concordarono una Comunità Europea della Difesa (CED). Avevano immaginato un esercito comune, con un singolo comando. Al fine di nominare il comandante in capo, avevano intenzione di creare una Comunità Politica Europea (CPE). Scrissero il testo dei trattati e firmarono il primo. Successivamente, il 30 agosto 1954, pochi giorni dopo la morte di Degasperi, il parlamento francese votò contro la ratifica della CED. Per questo il piano fallì.

## Fondazione Trentina Alcide De Gasperi
Il Museo Casa De Gasperi è gestito dalla Fondazione Trentina Alcide De Gasperi, istituita nel 2007 dalla Provincia autonoma di Trento e dall'Istituto Don Luigi Sturzo di Roma. La sede legale si trova presso Pieve Tesino e la segreteria generale a Trento. Il presidente è Giuseppe Tognon, il direttore è Marco Odorizzi. L'obiettivo della Fondazione è quello di promuovere la cultura politica e l'identità storica e culturale trentina attraverso attività rivolte soprattutto ai giovani. Collabora con il sistema museale provinciale e con varie istituzioni scientifiche e culturali trentine e nazionali.  Dal 2011 ha istituito un nuovo spazio, il Giardino d'Europa De Gasperi, sede di vari eventi rivolti alla comunità.
Svolge attività di ricerca e divulgazione del progetto in modo da approfondire e valorizzare la figura del grande statista trentino e della sua idea di Europa unita.
La Fondazione è un ente strumentale della Provincia autonoma di Trento e il suo riferimento normativo è l'art. 35 bis della legge provinciale n. 3/2006.
L'Atto Costitutivo della Fondazione Trentina Alcide De Gasperi è del 5 settembre 2007.